# 奈良別
奈良別（ならわけ）は、古代日本の人物。表記は「奈良別王」とも。
下毛野君の祖で、豊城入彦命（崇神天皇皇子）の子孫とされる。

## 記録
『日本書紀』では事績は記されていない。また、下記のように記載のある文献においても、四世孫か六世孫かで異同がある。
『先代旧事本紀』「国造本紀」下毛野国造では、仁徳天皇の時に毛野国を分割し上下とし、豊城命四世孫の奈良別を初めて下毛野国造に任じたと記されている。
『新撰姓氏録』大網公条には「豊城入彦命六世孫 下毛君奈良」が、吉弥侯部条に「豊城入彦命六世孫 奈良君」として見え、弟に「真若君」がいると記されている。

## 後裔氏族
『新撰姓氏録』では、次の氏族が後裔として記載されている。
- 皇別 左京 吉弥侯部 - 上毛野朝臣同祖。豊城入彦命六世孫の奈良君の後。

## 伝承
奈良別に関する伝承を有する神社。
- 宇都宮二荒山神社 （栃木県宇都宮市） - 奈良別王による創建という。
- 野木神社 （栃木県下都賀郡野木町） - 奈良別王が下毛野国造赴任の際、菟道稚郎子命の遺骸を奉じて祀ったという。
- 奈良神社 （埼玉県熊谷市） - 奈良別命が国造の任を終えたのち、同地の開拓に携わったという。